# Страх

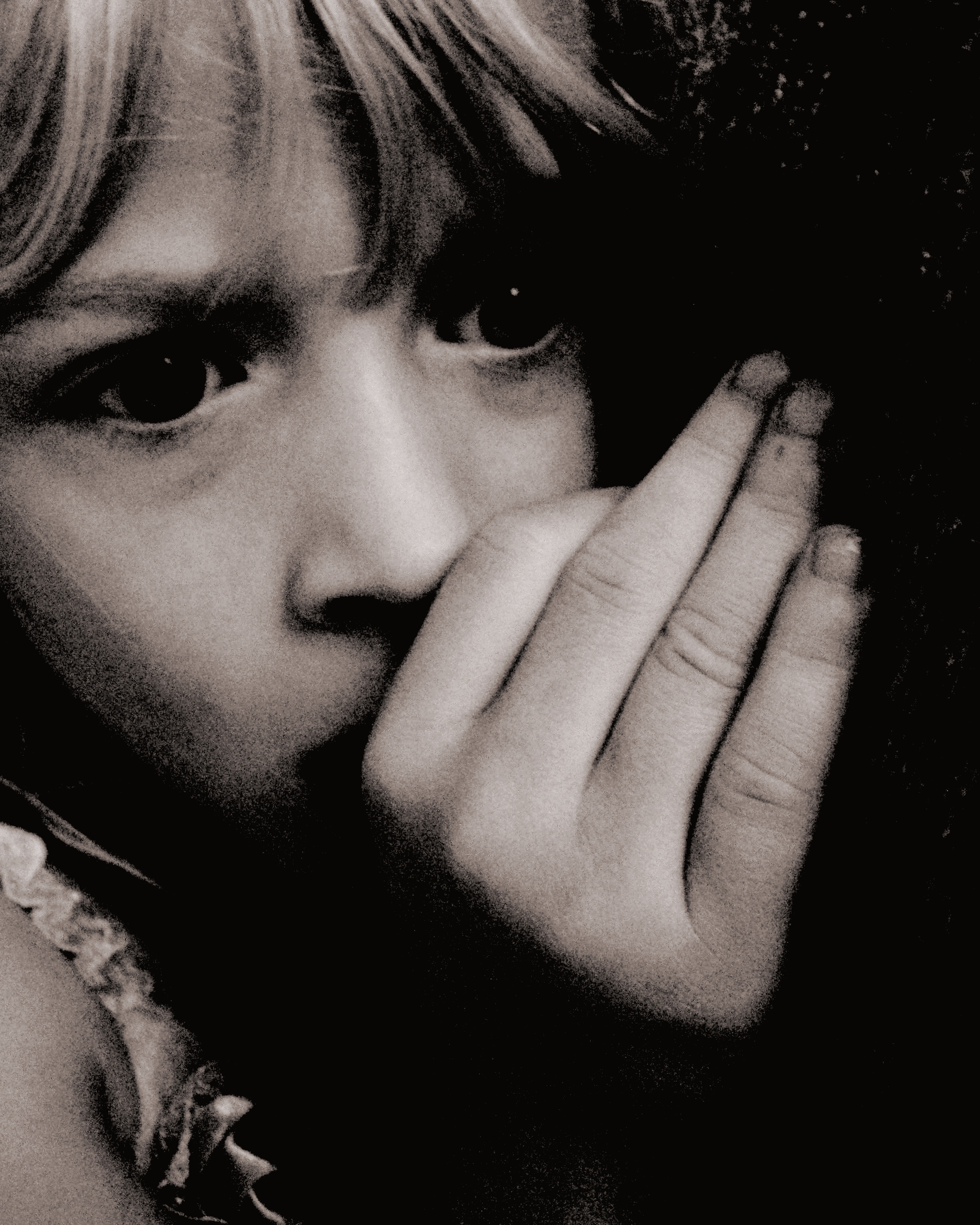
Дитина в стані страху

Страх — стан хвилювання, тривоги, неспокою, викликаний очікуванням чого-небудь неприємного та небажаного. Страх викликає фізіологічні та психологічні зміни, що, в свою чергу, може спричинити такі поведінкові реакції, як агресивна відповідь або втеча від загрози, широко відомі як реакція «бий або тікай».

## Страх у психології
З точки зору психології, страх є негативно забарвленим емоційним процесом. У теорії диференціальних емоцій К. Ізард страх віднесений до базових емоцій, тобто є природженим емоційним процесом, з генетично заданими фізіологічним компонентом, строго певним мімічним проявом і конкретним суб'єктивним переживанням. 
Причинами страху вважають реальну або уявну небезпеку. Страх мобілізує організм для реалізації відстороненої поведінки, втечі.

### Фобії
Психічні розлади, під час яких деякі ситуації, процеси, явища або об'єкти, які не є небезпечними, викликають тривогу і страх, називаються «фобіями».

## Страх у культурі
Саме усвідомлення скінченності свого існування, грубіше — страх смерті, упорядкував життя первісної людини. Ритуал, нівелюючи страхи, дозволяв збирати культурну інформацію, удосконалюючи способи її консервації. Способи, регулятори і результати людського існування змінювалися. Не останню роль зіграв страх в появі держави. Можна сказати, що одним з факторів створення громад був комплекс страхів. Наслідком цього комплексу стало прагнення до об'єднання з тим, щоб боротися проти небезпек спільно.
Якщо говорити про релігії, які займали (і займають) значне місце в житті людини, то в кожній з них ключове місце займає також страх. Причому тут страх піднімається на метафізичний рівень і пов'язаний не тільки з проблемою життя і смерті, а й з моральним аспектом. Сама смерть стає своєрідною межею, місцем переходу в інший світ. І від того, як людина прожила своє життя, залежить те, чим інший світ виявиться для неї. У даному випадку представляється джерело страху знаходиться не в об'єктивній реальності (тобто не в навколишньому світі), а за межами безпосереднього пізнання. У якомусь сенсі, можна вважати, що страх справив великий вплив на розвиток такого критерію, як моральність.
Окреме місце займає страх в художньому мистецтві і літературі, як-то: жанр готичного оповідання (або готичного роману), кінематографічний жанр фільму жахів. Епічний і міфологічний фольклор, народні забобони є одним з найбільш часто використовуваних джерел для цих творів.
Присутній також страх і в театральному мистецтві, який виявляється хвилюванням, що виникає на сцені, і який отримав назву сценічна фобія.

## Страх у людини
Перебіг емоції страху в різних ситуаціях у різних людей може істотно відрізнятися, як за силою, так і за впливом на поведінку.
Страх може проявлятися у вигляді порушеного або пригніченого емоційного стану. Дуже сильний страх (наприклад жах) часто супроводжується саме пригніченим станом.
Такі психічні розлади як фобії, можуть призводити до частого і сильного переживання страху людиною.
Деякі філософи, особливо ті, які підходять до цього явища з чисто моральних позицій, вважають страх шкідливою емоцією з поганими наслідками. Інші філософи, особливо ті, які розглядають страх як переважно біологічне явище, навпаки, вважають цей стан корисним, оскільки він сповіщає про небезпечні ситуації. Обидві точки зору не взаємовиключні, оскільки емоція страху, як і відчуття болю, забезпечує самозбереження індивіда, і стає непродуктивною або небезпечною лише в найбільш інтенсивних і тривалих проявах.

## Ступені та види страху
Страх може бути описаний різними термінами в залежності від вираженості.
Професор Ю. В. Щербатих запропонував свою класифікацію страхів.
Він поділяє всі страхи на три групи:
- Біологічні,
- Соціальні,
- Екзистенційні.

До першої групи відносяться страхи, безпосередньо пов'язані із загрозою життю людини, друга представляє боязні і побоювання за зміну свого соціального статусу, третя група страхів пов'язана з самою сутністю людини, характерна для всіх людей.
Виходячи з цього принципу, страх пожежі відноситься до першої категорії, страх публічних виступів — до другої, а страх смерті — до третьої. Між тим є й проміжні форми страху, що стоять на межі двох розділів. До них, наприклад, відноситься страх хвороб. З одного боку — хвороба має біологічний характер (біль, пошкодження, страждання), але з іншого — соціальну природу (виключення з нормальної діяльності, відрив від колективу, зниження доходів, звільнення з роботи, бідність і т. д.). Тому даний страх знаходиться на кордоні 1 і 2 групи страхів, страх глибини (при купанні) — на кордоні 1 і 3 групи, страх втрати близьких — на кордоні 2 і 3 групи і т. д. Насправді, в кожному страху в тій чи іншій мірі присутні всі три складові, але одна з них є домінантною.
Людині властиво боятися небезпечних тварин, ситуацій і явищ природи. Страх, що виникає з цього приводу, має генетичний або рефлекторний характер. У першому випадку реакція на небезпеку записана на генетичному рівні, у другому (заснована на власному негативному досвіді) — записується на рівні нервових клітин. В обох випадках є сенс проконтролювати корисність подібних реакцій за допомогою розуму і логіки. Можливо, що дані реакції загубили своє корисне значення і лише заважають людині жити щасливо. Наприклад, має сенс з обережністю ставитися до змій, і безглуздо боятися павуків; можна цілком обґрунтовано побоюватися блискавок, але не грому, який не може заподіяти шкоди. Якщо подібні страхи заподіюють людині незручність, можна постаратися перебудувати свої рефлекси.
Страхи, що виникають в ситуаціях, небезпечних для життя і здоров'я, носять охоронну функцію, і тому корисні. Страхи ж перед медичними маніпуляціями можуть завдати шкоди здоров'ю, оскільки завадять людині вчасно встановити діагноз або провести лікування.

## Фізіологія
У пацієнта, мигдалеподібне тіло якого виявилося зруйновано внаслідок хвороби Урбаха-Віті, спостерігалася повна відсутність страху.

### Два нейронних шляхи страху
Розвиток почуття страху визначається двома нейронними шляхами, які, в ідеалі, функціонують одночасно. Перший з них, відповідальний за розвиток основних емоцій, реагує швидко і супроводжується великою кількістю помилок. Другий реагує повільніше, але більш точно.

#### Швидкий шлях
Перший шлях дозволяє нам швидко відповісти на ознаки небезпеки, але часто спрацьовує як помилкова тривога. Другий шлях дозволяє нам більш точно оцінити ситуацію і відповісти на небезпеку точніше. У цьому випадку почуття страху, ініційоване першим шляхом, блокується функціонуванням другого шляху, який оцінює певні ознаки небезпеки як не реальні.
При першому шляху (низькому, короткому, підкірковому) емоційний стимул, відбиваючись у чутливих ядрах таламуса, замикається на амигдальних ядрах таламуса, спричинюючи емоційну відповідь.

#### Довгий шлях
При другому шляху (високому, довгому, кірковому), емоційний стимул, відбиваючись у чутливих ядрах таламуса, сходить у сенсорні відділи кори головного мозку і вже з них направляється в ядра амигдального (мигдалеподібного) комплексу, формуючи емоційну відповідь.
При фобіях другий шлях функціонує неадекватно, що призводить до розвитку почуття страху на стимули, що не несуть небезпеки.

## Страх у філософії
Страх, як глибинний стан, що спричинений здатністю людини усвідомлювати недосконалість світу та його колізії, постає одним із вагомих феноменів, як внутрішнього, так і зовнішнього нашого буття у світі. Так, Г. Гелель називає страх «невіддільною властивістю будь-якого буття».
З одного боку, він є об'єктивним фактором, що впливає на процеси у суспільстві, й тісно переплітається з усією історією людства, а з іншого — є опосередкованим елементом впливу реальної дійсності на людину, трансформуючи внутрішню й зовнішню реальності останньої. Нейтралізувати небажану дію даного феномену, за думкою багатьох мислителів, можливо за рахунок культури філософського мислення.